# Maurilio Fossati

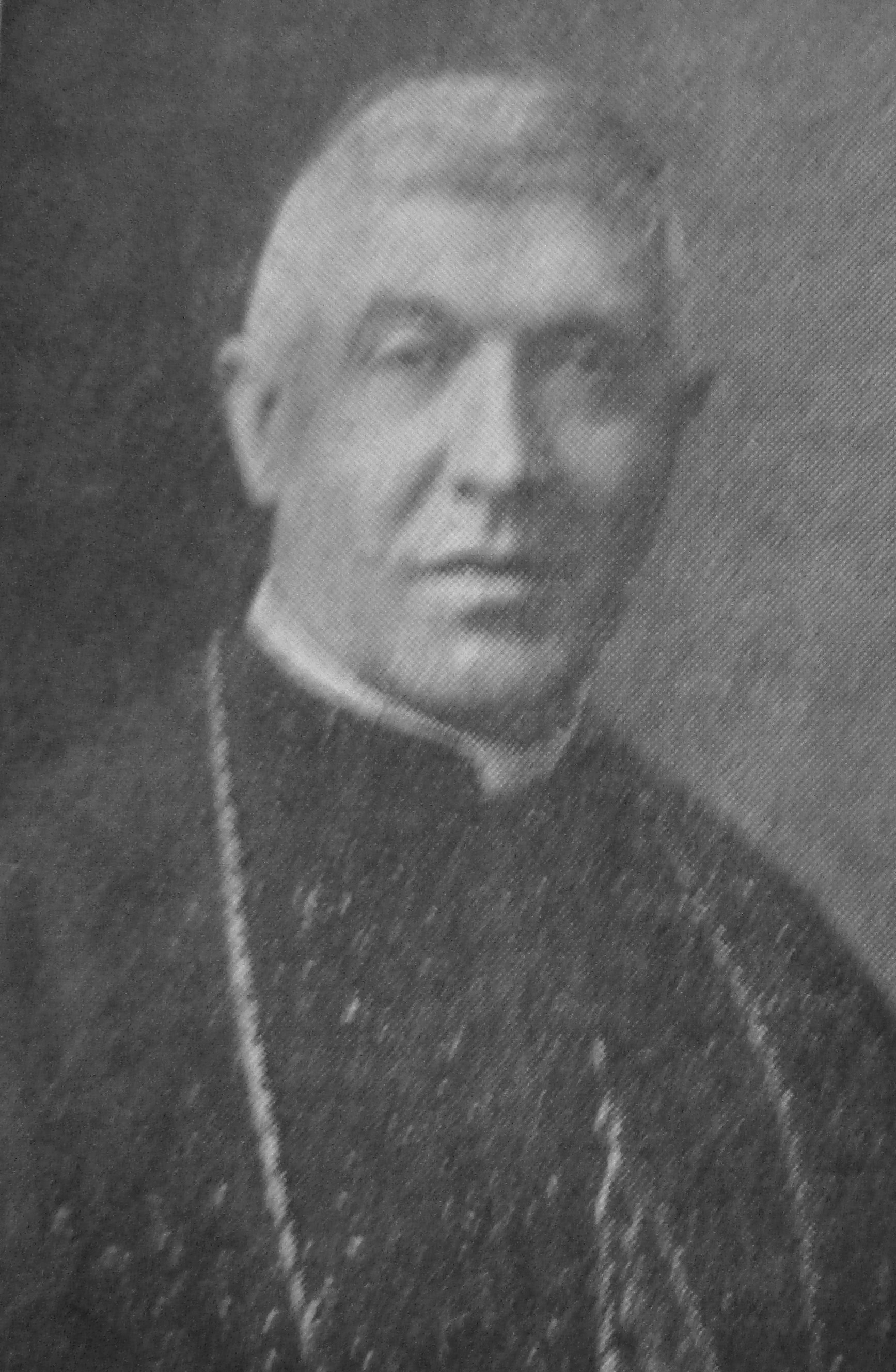
Maurilio Kardinal Fossati (Foto Februar 1939)

Kardinalswappen

Maurilio Kardinal Fossati OSSGCN (* 24. Mai 1876 in Arona, Provinz Novara, Italien; † 30. März 1965 in Turin) war von 1930 bis zu seinem Tod Erzbischof von Turin.

## Leben
Maurilio Fossati trat nach seiner Schulzeit in das Priesterseminar von Novara ein und studierte dort die Fächer Philosophie und Katholische Theologie. Er empfing am 27. November 1898 das Sakrament der Priesterweihe. Nach drei Jahren Tätigkeit als Gemeindeseelsorger wurde er im Jahre 1901 persönlicher Sekretär des neuen Erzbischofs von Genua Edoardo Pulciano, der ihn schon im Bistum Novara kennengelernt hatte. 1911 trat Fossati in die Ordensgemeinschaft der Oblaten des Heiligen Karl und des Heiligen Gaudentius von Novara ein. Von 1911 bis 1914 arbeitete er als Gemeindepriester im Bistum Novara. In den Jahren 1914 bis 1919 war er als Militärseelsorger Teilnehmer am Ersten Weltkrieg. Von 1919 bis 1924 leitete er als Superior die Oblaten in Varallo Sesio.
Papst Pius XI. ernannte Maurilio Fossati am 24. März 1924 zum Bischof von Galtelli-Nuoro auf Sardinien. Die Bischofsweihe spendete ihm am 27. April desselben Jahres der damalige Erzbischof von Turin, Giuseppe Kardinal Gamba; Mitkonsekratoren waren Angelo Giacinto Scapardini, Erzbischof und Bischof von Vigevano, sowie Giovanni Garigliano, Bischof von Biella. Der neue Bischof erkannte die Begeisterung der jungen Generation für den Journalismus und rief in Nuoro eine katholische Wochenzeitschrift ins Leben.
1925 wurde Fossati zusätzlich zum Apostolischen Administrator von Ogliastra ernannt. 1929 übertrug der Papst ihm die Leitung des Erzbistums Sassari. Im Dezember 1930 ernannte ihn Pius XI. zum Erzbischof von Turin und nahm ihn am 13. März 1933 als Kardinalpriester mit der Titelkirche San Marcello in das Kardinalskollegium auf. Auch in Turin setzte er auf eine Weiterentwicklung der katholischen Presse. Kardinal Fossati sympathisierte mit den Regimen von Francisco Franco in Spanien und António de Oliveira Salazar in Portugal. Er unterstützte auch die italienische Kolonialpolitik in Afrika. Seine Haltung gegenüber Benito Mussolini und den italienischen Faschisten änderte sich nach Erlass der antijüdischen Rassengesetze von 1938. Aus seiner offenen Haltung gegenüber dem Judentum erklärt sich auch seine tiefe Abneigung gegenüber Hitlers Nationalsozialismus. Seelsorgerisch stellte er sich in die Tradition des tridentinischen Konzils.
Maurilio Fossati nahm 1939, 1958 und 1963 am Konklave teil, in den Jahren 1962 bis 1965 war er Teilnehmer aller Sessionen des Zweiten Vatikanischen Konzils. Maurilio Kardinal Fossati starb am 30. März 1965 in Turin, nachdem sich sein Gesundheitszustand bereits seit den 1950er-Jahren verschlechtert hatte. Er wurde zunächst in der Kapelle des Seminars von Rivoli bei Turin bestattet. 1977 wurden seine sterblichen Überreste in das Santuario della Consolata von Turin überführt.

## Ehrungen
- 1963: Großkreuz des Verdienstordens der Italienischen Republik